# Niezwyciężeni
Niezwyciężeni – amerykański western z 1969 roku na podstawie powieści Lewisa Pattena.

## Obsada
- John Wayne – pułkownik John Henry Thomas
- Rock Hudson – pułkownik James Langdon
- Antonio Aguilar – generał Rojas
- Roman Gabriel – Blue Boy
- Marian McCargo – Ann Langdon
- Lee Meriwether – Margaret Langdon
- Merlin Olsen – kapral Little George
- Melissa Newman – Charlotte Langdon
- Bruce Cabot – sierżant Jeff Newby
- Jan-Michael Vincent – porucznik Bubba Wilkes
- Ben Johnson – Short Grub
- Edward Faulkner – kapitan Anderson
- Harry Carey Jr. – Soloman Webster
- Paul Fix – generał Joe Masters
- Royal Dano – major Sanders
- Richard Mulligan – Dan Morse

## Fabuła
Po zakończeniu wojny secesyjnej były pułkownik Unii John Thomas wyrusza ze swoim oddziałem do Meksyku, by tam sprzedać konie. W tę samą stronę wyrusza były pułkownik Konfederacji James Langdon ze swoją rodziną i resztką niedobitków. Ich grupy spotykają się i muszą stanąć ramię w ramię przeciwko meksykańskim buntownikom i armii francuskiej.